# Mad Love (episodio de The New Batman Adventures)
Mad Love (Amor Loco en Hispanoamérica y Loco Amor en España) es el vigésimo primer y último episodio de The New Batman Adventures. Salió al aire el 16 de enero de 1999. El episodio está basado en el cómic del mismo nombre, que también fue escrito por Paul Dini. El episodio narra la historia de como Harley Quinn conoció al Guasón.

## Trama
El episodio comienza con el Comisionado Gordon entrando en la sala del dentista, solo para descubrir que el dentista era el Guasón. Batman afortunadamente, llega a tiempo y salva a Gordon. Ya en su guarida, el Guasón empieza un nuevo plan, donde pondrá pirañas sonrientes, pero Harley Quinn lo distrae, por lo cual la bota de una patada de la guarida. Quinn, entristecida, comienza a relatarles a Bud y Lou, sus hienas mascota, sobre como conoció al Guasón.
Todo empezó cuando Harleen Quinzel empezó a trabajar como psiquiatra en el Manicomio Arkham. Se enamoró de su paciente, el Guasón, apenas lo vio. Tanta fue su obsesión que llegó a la conclusión de que Batman era malvado con Guasón, por lo cual terminó convirtiéndose en Harley Quinn, su malvada  y esclavizada ayudante.
Harley, dispuesta a capturar y matar a Batman, engaña a Gordon y al Caballero Oscuro, guiando a este último hasta el muelle, donde, un robot con forma del Guasón los ataca.Batman destruye al Robot-Guasón decapitándolo con su bati-bumerán. Pero Quinn lo inyecta y Batman se duerme. Cuando Despierta, se encuentra atado boca abajo sobre un tanque de pirañas. Una vez que Harley le explica su plan, Batman se ríe y le explica que el Guasón la está utilizando.
Harley llama al Guasón, quien, furioso, golpea y después empuja a Quinn por la ventana del acuario abandonado, aparentemente, ella fallece al caer en un montón de basura. Batman y Guasón caen del acuario abandonado, y empiezan a pelear en un tren eléctrico. Una vez allí, Batman le dice al Guasón, "Sinceramente, ella estuvo más cerca [de matarme] de lo que tú nunca estuviste, amorcito".
El Guasón, furioso, golpea al Murciélago, y saca una navaja, pero Batman lo noquea con un golpe que lo termina empujando a la chimenea humeante de una fábrica química, y el Guasón cae, gritando, en ella, aparentemente muriendo.
Más tarde, Harley (quien sobrevivió pero con el cuerpo roto), fue llevada a su celda en el Manicomio Arkham, donde jura no volver a amar al Guasón. En ese momento, mira las flores que el Guasón le dejó, indicando que sobrevivió, y ella sonríe, volviéndose loca de amor de nuevo.

## Reparto de Voces
- Kevin Conroy - Batman/Bruce Wayne
- Mark Hamill - El Guasón
- Bob Hastings - Comisionado James W. Gordon
- Arleeen Sorkin - Harley Quinn
- Suzanne Stone - Dra. Joan Leland

## Recepción
El episodio tuvo muy buena recepción, por ser el final de The New Batman Adventures.

## Controversias
El episodio mostró muchas escenas violentas, sobre todo cuando el Guasón golpea a Harley Quinn con el brazo, haciéndola sangrar por la nariz. También, durante su frenética pelea, el Guasón y Batman sangran por la boca.
- Datos: Q25412551